# Victoria Park (Adelaide)
Victoria Park är en park i Australien. Den ligger i delstaten South Australia, nära delstatshuvudstaden Adelaide.
Runt Victoria Park är det mycket tätbefolkat, med 1 754 invånare per kvadratkilometer.. Närmaste större samhälle är Adelaide, nära Victoria Park. 
Runt Victoria Park är det i huvudsak tätbebyggt. Genomsnittlig årsnederbörd är 593 millimeter. Den regnigaste månaden är juli, med i genomsnitt 95 mm nederbörd, och den torraste är december, med 13 mm nederbörd.